# Nepomuk (kraj środkowoczeski)
Nepomuk – miejscowość i gmina (obec) w Czechach, w kraju środkowoczeskim, w powiecie Przybram. W 2022 roku liczyła 236 mieszkańców.